# Ринкон (индейская резервация)
Ринкон (англ. Rincon Reservation) — индейская резервация народа луисеньо, расположенная на Юго-Западе США в южной части штата Калифорния.

## История
Резервация Ринкон была создана исполнительным указом президента США Улисса Гранта 27 декабря 1875 года. Второй исполнительный указ от 2 марта 1881 года увеличил площадь резервации. Члены группы ринкон принадлежат к народу луисеньо. С момента основания резервации её жители использовали свою плодородную почву для сельского хозяйства и животноводства. К 1910 году средний годовой доход резервации соответствовал или превышал доход местных фермеров европейского происхождения.
Современное племя ринкон организовано в соответствии с Уставом, который был утвержден 15 марта 1960 года министром внутренних дел США. Генеральный совет и племенной деловой комитет контролируют управление резервацией.

## География
Резервация расположена в южной части Калифорнии на севере округа Сан-Диего вдоль реки Сан-Луис-Рей. Административным центром резервации является статистически обособленная местность Валли-Сентер. Общая площадь резервации составляет 18,71 км².  

## Демография
По данным федеральной переписи населения 2010 года население Ринкон составляло 1215 человек.
В 2019 году в резервации проживало 877 человек. Расовый состав населения: белые — 378 чел., афроамериканцы — 0 чел., коренные американцы (индейцы США) — 432 чел., азиаты — 2 чел., океанийцы — 2 чел., представители других рас — 35 чел., представители двух или более рас — 28 человек. Плотность населения составляла 46,87 чел./км².

## Комментарии
1. ↑  В состав резервации входит часть населённого пункта.